# شهرستان هاکوی، ایشیکاوا

شهرستان هاکوی (انگلیسی: Hakui District, Ishikawa) یکی از شهرستان‌های ژاپن است که در استان ایشیکاوا در ژاپن واقع شده‌است.